# Пам'ятки культурної спадщини Козівської громади
У статті наведений перелік об'єктів культурної спадщини Козівської громади Тернопільського району Тернопільської области України.

## Пам'ятки археології
| №  | Назва                           | Дата | Адреса | Охоронний номер | Документ про взяття на облік |
| -- | ------------------------------- | --- | --- | --------------- | --- |
| 1  | Поселення Будилів І             | культура Ноа (XIII – Х ст. до н. е.) | с. Будилів, за 4,5 км на південний захід від околиць села на південному схилі мисоподібного пагорба, утвореного правим берегом струмка          | 1355            | Наказ управління культури обласної державної адміністрації від 27.01.2010 № 16                                                                        |
| 2  | Поселення Будилів ІІ            | райковецька культура (кін VII – ІХ ст.); давньоруський час (XII – XIII ст.)                                                                             | с. Будилів, східні околиці села, південно-західні схили правого берега ставу (між двома неглибокими ярами)                                      | 1606            | Наказ управління культури обласної державної адміністрації від 27.01.2010 № 16                                                                        |
| 3  | Поселення Будилів ІІІ           | культура Ноа (XIII – Х ст. до н. е.); черняхівська культура (ІІІ-IV ст. н. е.)                                                                          | с. Будилів, східні околиці села, південно-західні схили правого берега ставу (біля витоку)                                                      | 1607            | Наказ управління культури обласної державної адміністрації від 27.01.2010 № 16                                                                        |
| 4  | Поселення Будилів IV            | давньоруський час (XII – XIII ст.) | с. Будилів, східні околиці села, південно-західні схили правого берега ставу (навпроти дамби)                                                   | 1608            | Наказ управління культури обласної державної адміністрації від 27.01.2010 № 16                                                                        |
| 5  | Поселення Вікторівка І          | епоха бронзи — ранній залізний вік (ІІ – І тис. до н. е.); давньоруський час (XII – XIII ст.)                                                           | с. Вікторівка, 2 км на південний схід від околиць села, пологі схили лівого берега р. Студенка                                                  | 1684            | Наказ управління культури обласної державної адміністрації від 27.01.2010 № 16                                                                        |
| 6  | Поселення Вікторівка І          | черняхівська культура (ІІІ-IV ст. н. е.); давньоруський час (XII – XIII ст.)                                                                            | хут. Вікторівка, 800 м на північний схід від хут. Вікторівка, північно-східні схили правого берега ставу                                        | 1487            | Наказ управління культури обласної державної адміністрації від 27.01.2010 № 16                                                                        |
| 7  | Поселення Вікторівка ІІ         | черняхівська культура (ІІІ-IV ст. н. е.) | хут. Вікторівка, 800 м на північний захід від західних околиць хутора, між польовою дорогою на с. Деренівка і господарським двором              | 1488            | Наказ управління культури обласної державної адміністрації від 27.01.2010 № 16                                                                        |
| 8  | Поселення Городище І            | ранній залізний вік (І тис. до н. е.); черняхівська культура (ІІІ-IV ст. н. е.); райковецька культура (кін VII – ІХ ст); давньоруський час (Х-XIII ст.) | с. Городище, урочище Футір, на південний захід від села біля хут. Млинки, правий берег р. Восушки                                               | 4490-Тр         | Розпорядження Представника Президента України у Тернопільській області від 25.06.1992 № 148, Наказ Міністерства культури України від 18.04.2017 № 323 |
| 9  | Поселення Городище ІІ           | давньоруський час (Х-XIII ст.) | с. Городище, на південний захід від села навпроти хутір Млинки, лівий берег р. Восушки                                                          | 4491-Тр         | Наказ управління культури обласної державної адміністрації від 18.10.2005 № 112, Наказ Міністерства культури України від 18.04.2017 № 323             |
| 10 | Поселення Городище ІІІ          | давньоруський час (Х-XIII ст.) | с. Городище, за 1 км від хутір Млинки | 4492-Тр         | Рішення виконкому Тернопільської обласної ради від 14.07.1989 № 162, Наказ Міністерства культури України від 18.04.2017 № 323                         |
| 11 | Поселення Городище IV           | давньоруський час (Х-XIII ст.) | с. Городище, урочище Городище, берег р. Восушка                                                                                                 | 4493-Тр         | Наказ управління культури обласної державної адміністрації від 18.10.2005 № 112, Наказ Міністерства культури України від 18.04.2017 № 323             |
| 12 | Поселення Городище V            | черепино-лагодівська група скіфського часу (VI – V ст. до н.е.); давньоруський час (XII – XIII ст.)                                                     | с. Городище, південні околиці села, високий лівий берег р. Восушка                                                                              | 4494-Тр         | Наказ управління культури обласної державної адміністрації від 27.01.2010 № 16, Наказ Міністерства культури України від 18.04.2017 № 323              |
| 13 | Курган Городище VI              | епоха бронзи (бабинська культура (XVII-XIV ст. до н.е.)                                                                                                 | с. Городище, на південь від села, на вододільній частині пагорба.                                                                               | 1413            | Наказ управління культури обласної державної адміністрації від 27.01.2010 № 16                                                                        |
| 14 | Поселення Городище VII          | давньоруський час (XII-XIII ст.); | с. Городище, південні околиці села на високому лівому березі річки. З напільного боку городища                                                  | 2037            | Наказ департаменту культури, релігій та національностей обласної державної адміністрації від 18.05.2015 № 61                                          |
| 15 | Поселення Золота Слобода ІІ     | культура Ноа (XIII – Х ст. до н. е.) | с. Золота Слобода,1 км на південний захід від села у напрямку на ставок, на мисоподібному пагорбі лівого берега струмка, південний схил пагорба | 1256            | Наказ управління культури обласної державної адміністрації від 27.01.2010 № 16                                                                        |
| 16 | Поселення Золота Слобода ІІІ    | давньоруський час (Х-XIII ст.) | с. Золота Слобода, 1 км на південний захід від села, на лівому березі ставу, східний схил пагорба                                               | 1257            | Наказ управління культури обласної державної адміністрації від 27.01.2010 № 16                                                                        |
| 17 | Поселення Козівка І             | черняхівська культура (кін. ІІІ-IV ст. н. е.) | с. Козівка, лівий берег р. Коропець, біля ферми                                                                                                 |                 | Розпорядження Представника Президента України у Тернопільській області від 25.06.1992 № 148                                                           |
| 18 | Поселення Конюхи І              | ранній залізний вік (І тис. до н. е.) | с. Конюхи, урочище Шинкарева Гора | 2467            | Розпорядження Представника Президента України у Тернопільській області від 25.06.1992 № 148                                                           |
| 19 | Поселення Конюхи ІІ             | давньоруський час (XII-XIII ст.); пізнє середньовіччя (XVI – XVII ст.)                                                                                  | с. Конюхи, східні околиці села, на високому пагорбі над кар’єром, по лівому березі річки                                                        | 2031            | Наказ департаменту культури, релігій та національностей обласної державної адміністрації від 18.05.2015 № 61                                          |
| 20 | Поселення Мала Плавуча І        | давньоруський час (Х ст., XII – XIII ст.) | с. Мала Плавуча, північно-західні околиці села, лівий берег ставу                                                                               | 1509            | Наказ управління культури обласної державної адміністрації від 27.01.2010 № 16                                                                        |
| 21 | Поселення Плотича ІІ            | давньоруський час (Х-XIII ст.) | с. Плотича, південно-східні околиці, лівий берег р. Стрипи,                                                                                     | 2468            | Наказ управління культури обласної державної адміністрації від 18.10.2005 № 112                                                                       |
| 22 | Ґрунтовий могильник Плотича ІІІ | культура невизначена | с. Плотича, 1,5 км на схід від південно-східних околиць села, високий лівий берег р. Стрипа                                                     | 1525            | Наказ управління культури обласної державної адміністрації від 27.01.2010 № 16                                                                        |
| 23 | Поселення Плотича IV            | черняхівська культура (ІІІ-IV ст. н. е.); давньоруський час (XII – XIII ст.)                                                                            | с. Плотича, північно-східна частина ставу, навпроти дамби                                                                                       | 1700            | Наказ управління культури обласної державної адміністрації від 27.01.2010 № 16                                                                        |
| 24 | Поселення Ценів І               | черняхівська культура (ІІІ-IV ст. н. е.); давньоруський час (XII – XIII ст.)                                                                            | с. Ценів, північна частина села, І– ІІ надзаплавні тераси правого берега струмка                                                                | 1638            | Наказ управління культури обласної державної адміністрації від 27.01.2010 № 16                                                                        |

## Пам'ятки архітектури
| №  | Назва                                 | Дата      | Адреса                                    | Охоронний номер | Документ про взяття на облік                                |
| -- | ------------------------------------- | --------- | ----------------------------------------- | --------------- | ----------------------------------------------------------- |
| 1. | Церква св. Параскеви                  | 1931 р.   | с. Будилів                                | 2067            | рішення Тернопільського облвиконкому від 18.11.1994 р. №83  |
| 2. | Церква св. Володимира (дер.)          | XVIII ст. | с. Глинна, вул. Центральна, 91            | 2152/1          |                                                             |
| 3. | Дзвіниця церкви св. Володимира (дер.) | XVIII ст. | с. Глинна, вул. Центральна, 91            | 2152/2          |                                                             |
| 4. | Церква Покрови Пресвятої Богородиці   | 1892 р.   | с. Золота Слобода, вул. Грушевського, 106 | 2068            | рішення Тернопільського облвиконкому від 18.11.1994 р. №83  |
| 5. | Церква Пресвятої Богородиці (дер.)    | 1936 р.   | с. Йосипівка                              | 2040            | рішення Тернопільського облвиконкому від 18.11.1994 р. №83  |
| 6. | Успенська церква (дер.)               | 1700 р.   | с. Конюхи                                 | 1590/1          | постанова Ради Міністрів УРСР від 06.09.1979 р. № 442       |
| 7. | Дзвіниця Успенської церкви (дер.)     | 1700 р.   | с. Конюхи                                 | 1590/2          | постанова Ради Міністрів УРСР від 06.09.1979 р. № 442       |
| 8. | Церква Пресвятої Богородиці (мур.)    | 1863 р.   | с. Криве                                  | 1675            | рішення Тернопільського облвиконкому від 31.03.1992 р. № 30 |
| 9. | Церква Архістратига Михаїла (дер.)    | XVIII ст. | с. Ценів, вул. Л. Українки, 3             | 2154            |                                                             |

## Пам'ятки історії
| №  | Назва | Дата                                                     | Адреса                                                                                  | Охоронний номер | Документ про взяття на облік                                                                        |
| -- | --- | -------------------------------------------------------- | --------------------------------------------------------------------------------------- | --------------- | --------------------------------------------------------------------------------------------------- |
| 1  | Братська могила воїнів Української Повстанської Армії | Середина ХХ ст.                                          | с. Золота Слобода, вул. Л.Українки, кладовище, 7 ряд, 12 могила від входу               | 1557            | Наказ управління культури Тернопільської обласної державної адміністрації від 18.10.2005 р. № 112   |
| 2  | Братська могила воїнів та сотника Української Повстанської армії (всього 5-6 осіб) | Надгробок 2013 р.                                        | с. Бишки вул. Цвяхів, кладовище N 49° 30.794' E 25° 1.273'                              | 1540            | Наказ управління культури Тернопільської обласної державної адміністрації від 18.10.2005 р. № 112   |
| 3  | Могила Куфлинського Миколи Карловича – жертви репресій НКВС | 1944 р.                                                  | с. Бишки,                                                                               | 1539            | Наказ управління культури Тернопільської обласної державної адміністрації від 18.10.2005 р. № 112   |
| 4  | Пам'ятне місце, де перебував штаб Української Повстанської Армії на чолі з генералом Шухевичем Романом (“Тарасом Чупринкою”)                                                          | 1945 р.                                                  | с. Бишки, вул Цвяхів                                                                    | 1576            | Наказ управління культури Тернопільської обласної державної адміністрації від 18.10.2005 р. № 112   |
| 5  | Могила Гемзюка Кирила Васильовича - старшина Української Галицької Армії, член Української Військової Організації                                                                     | 1932 р.                                                  | с. Бишки, вул. Цвяхів, кладовище N 49° 30.794' E 25° 1.273'                             | 1535            | Наказ управління культури Тернопільської обласної державної адміністрації від 18.10.2005 р. № 112   |
| 6  | Пам'ятний знак (хрест) на честь 1000-ліття хрещення Київської Русі | 1988 р.                                                  | с. Бишки, вул. Шевченка, біля церкви                                                    | 1536            | Наказ управління культури Тернопільської обласної державної адміністрації від 18.10.2005 р. № 112   |
| 7  | Пам'ятник “Борцям за волю України” | 2000 р.                                                  | с. Бишки, вул. Шевченка, біля школи                                                     | 1543            | Наказ управління культури Тернопільської обласної державної адміністрації від 18.10.2005 р. № 112   |
| 8  | Пам'ятне місце загибелі воїна Української Повстанської Армії Гайдука Семене в криївці                                                                                                 | поновлено у 1989 р.                                      | с. Бишки, ліс “Питель”                                                                  | 1541            | Наказ управління культури Тернопільської обласної державної адміністрації від 18.10.2005 р. № 112   |
| 9  | Могила Лихолата Григорія Семеновича, член Української Військової Організації з 1922 р., замучений поляками у львівській в’язниці “Бригідки”                                           | 1926 р.                                                  | с. Бишки, ур. "Питель"                                                                  | 1538            | Наказ управління культури Тернопільської обласної державної адміністрації від 18.10.2005 р. № 112   |
| 10 | Церква, у якій правив парох села о. Косович Микола, замучений органами НКВС | Церква 1938 р., мем. дошка - 1998 р.                     | с. Бишки, церква                                                                        | 1542            | Наказ управління культури Тернопільської обласної державної адміністрації від 18.10.2005 р. № 112   |
| 11 | Пам'ятний знак воїнам-землякам, які загинули в роки Другої світової війни | 1971 р.                                                  | с. Будилів, центр, роздоріжжя біля сільської ради                                       | 363             | Рішення виконкому Тернопільської обласної ради від 22.03.1971 р. № 147                              |
| 12 | Пам'ятний знак воїнам-землякам, які загинули в роки Другої світової війни | 1969 р.                                                  | с. Вівся                                                                                | 365             | Рішення виконкому Тернопільської обласної ради від 22.03.1971 р. № 147                              |
| 13 | Пам'ятний знак (хрест) на честь скасування панщини | 1848 р.                                                  | с. Вівся, вул. Колонія, роздоріжжя біля сільської ради                                  | 3314            | Наказ управління культури Тернопільської обласної державної адміністрації від 09.03.2017 р. № 34-од |
| 14 | Братська могила Українських січових стрільців (підхорунжий Берегуляк Іван, старший стрілець Яримович, стрільці Калинець, Медведчук та один невідомий), радянських та німецьких воїнів | 1915 р., 1928 р., зруйнована 1957 р., відновлена 1990 р. | с. Вівся, вул. Центральна, Центр, роздоріжжя                                            | 1527            | Розпорядження Представника Президента України в Тернопільській області від 25.06.1992 р. № 148      |
| 15 | Пам'ятний знак (хрест) на честь скасування панщини | 1848 р.                                                  | с. Геленки, вул. Центральна, 75, біля церкви, центр                                     | 3315            | Наказ управління культури Тернопільської обласної державної адміністрації від 09.03.2017 р. № 34-од |
| 16 | Могили австрійських воїнів | 1914-1918 рр.                                            | с. Глинна, вул. Загороди, кладовище                                                     | 1551            | Наказ управління культури Тернопільської обласної державної адміністрації від 18.10.2005 р. № 112   |
| 17 | Пам'ятний знак (хрест) на честь скасування панщини | 1848 р.                                                  | с. Глинна, вул. Загороди, центр                                                         | 3316            | Наказ управління культури Тернопільської обласної державної адміністрації від 09.03.2017 р. № 34-од |
| 18 | Братська могила Українських січових стрільців | 1919 р.                                                  | с. Городище, кладовище                                                                  | 1528            | Розпорядження Представника Президента України в Тернопільській області від 25.06.1992 р. № 148      |
| 19 | Пам'ятне місце подвигу воїнів 135 стрілецької дивізії Радянської армії. | 1974 р.                                                  | с. Городище, південно-східна околиця села                                               | 958             | Рішення виконкому Тернопільської обласної ради від 12.06.1978 р. № 286                              |
| 20 | Пам'ятний знак воїнам-землякам, які загинули в роки Другої світової війни | 1976 р.                                                  | с. Городище, центр                                                                      | 366             | Рішення виконкому Тернопільської обласної ради від 12.06.1978 р. № 286                              |
| 21 | Пам'ятний знак (хрест) на честь скасування панщини | 1848 р.                                                  | с. Дибще, вул. Бережанська, E 46°26.3865 N 25°05.1667                                   | 3317            | Наказ управління культури Тернопільської обласної державної адміністрації від 09.03.2017 р. № 34-од |
| 22 | Могила німецького воїна, що загинув в роки Другої світової війни | 1941–1945 рр.                                            | с. Дибще, вул. Шкільна, біля церкви                                                     | 1556            | Наказ управління культури Тернопільської обласної державної адміністрації від 18.10.2005 р. № 112   |
| 23 | Могила Українських січових стрільців (16 поховань) | 1914-1918 рр.                                            | с. Дибще, кладовище, 49.439485, 25.079382                                               | 1530            | Розпорядження Представника Президента України в Тернопільській області від 25.06.1992 р. № 148      |
| 24 | Пам'ятний знак воїнам-землякам, які загинули в роки Другої світової війни | 1986 р.                                                  | с. Золота Слобода                                                                       | 1064            | Рішення виконкому Тернопільської обласної ради від 29.01.1988 р. № 32                               |
| 25 | Могила воїна Радянської армії Бондаря В. | 1966 р.                                                  | с. Золота Слобода, вул. Л.Українки, кладовище, 2 ряд ліворуч від входу                  | 368             | Рішення виконкому Тернопільської обласної ради від 22.03.1971 р. № 147                              |
| 26 | Пам'ятний знак воїнам-землякам, які загинули в роки Другої світової війни | 1985 р.                                                  | Козівський район, с. Кальне                                                             | 957             | Рішення виконкому Тернопільської обласної ради від 26.08.1986 р. № 250                              |
| 27 | Братська могила євреїв – жертв німецьких фашистів (сім'я Гольдман до 5 осіб) | 1995 р.                                                  | с. Кальне, ур. "Збійний", ліс на північ від села. N 49° 23.082' E 25° 09.311'           | 1561            | Наказ управління культури Тернопільської обласної державної адміністрації від 18.10.2005 р. № 112   |
| 28 | Братська могила жертв тоталітарного режиму (6 чол.) | Середина ХХ ст.                                          | с. Козівка, вул. Центральна, північно-східний кут кладовища                             | 1564            | Наказ управління культури Тернопільської обласної державної адміністрації від 18.10.2005 р. № 112   |
| 29 | Братська могила воїнів Української Повстанської Армії | 1939-1949 рр.                                            | с. Козівка, вул. Центральна, північно-східний кут кладовища                             | 3318            | Наказ управління культури Тернопільської обласної державної адміністрації від 09.03.2017 р. № 34-од |
| 30 | Пам'ятний знак воїнам-землякам, які загинули в роки Другої світової війни | 1967 р.                                                  | с. Конюхи                                                                               | 375             | Рішення виконкому Тернопільської обласної ради від 22.03.1971 р. № 147                              |
| 31 | Поховання воїнів Української Повстанської Армії (16 воїнів та 1 жінка) | 5.04.1945 р.                                             | с. Конюхи, біля церкви Зіслання св. Духа. N 49° 34.216' E 25° 3.571'                    | 1562            | Наказ управління культури Тернопільської обласної державної адміністрації від 18.10.2005 р. № 112   |
| 32 | Пам'ятний знак (хрест) на честь скасування панщини | 1848 р.                                                  | с. Конюхи, вул. Шевченка, напроти магазину                                              | 3321            | Наказ управління культури Тернопільської обласної державної адміністрації від 09.03.2017 р. № 34-од |
| 33 | Могила Українського Січового стрільця хорунжого Загульського Володимира Миколайовича                                                                                                  | травень 1917 р.                                          | с. Конюхи, кладовище, N 49° 33.515' E 25° 2.825'                                        | 3322            | Наказ управління культури Тернопільської обласної державної адміністрації від 09.03.2017 р. № 34-од |
| 34 | Братська могила Українських Січових стрільців | 1914–1918 рр.                                            | с. Конюхи, південно-східна околиця села, ур. "Біла Гора", N 49° 32.480' E 25° 3.161'    | 1563            | Наказ управління культури Тернопільської обласної державної адміністрації від 18.10.2005 р. № 112   |
| 35 | Братська могила воїнів Української Повстанської Армії | 40–50 роки ХХ ст.                                        | с. Криве, 1,5 км на схід від центру, біля залізничної колії, N 49° 24.261' E 25° 7.333' | 1566            | Наказ управління культури Тернопільської обласної державної адміністрації від 18.10.2005 р. № 112   |
| 36 | Пам'ятний знак воїнам-землякам, які загинули в роки Другої світової війни | 1984 р.                                                  | с. Криве, біля сільської ради, на розі вулиць Косівка і Чорновола                       | 934             | Рішення виконкому Тернопільської обласної ради від 27.11.1984 р. № 332                              |
| 37 | Могила воїна Української Повстанської Армії Погорілого | 40–50 роки ХХ ст.                                        | с. Криве, вул. Зелена, біля дороги на с. Літятин                                        | 3323            | Наказ управління культури Тернопільської обласної державної адміністрації від 09.03.2017 р. № 34-од |
| 38 | Братська могила Українських Січових Стрільців | 1914–1918 рр.                                            | с. Криве, західний кут старого кладовища, N 49° 24.3168' E 25° 05.1394'                 | 1565            | Наказ управління культури Тернопільської обласної державної адміністрації від 18.10.2005 р. № 112   |
| 39 | Пам'ятний знак воїнам-землякам, які загинули в роки Другої світової війни | 1966 р.                                                  | с. Олесине, вул. Шевченка                                                               | 378             | Рішення виконкому Тернопільської обласної ради від 22.03.1971 р. № 147                              |
| 40 | Поховання воїнів Української Повстанської Армії (кількість невідома, поховані з сіл Уритва, Золота Слобода, Олесине та ін.)                                                           | 40-50 роки ХХ ст.                                        | с. Олесине, вул. Шевченка, кладовище                                                    | 1567            | Наказ управління культури Тернопільської обласної державної адміністрації від 18.10.2005 р. № 112   |
| 41 | Пам'ятний знак воїнам-землякам, які загинули в роки Другої світової війни | 1986 р.                                                  | с. Плотича                                                                              | 1030            | Рішення виконкому Тернопільської обласної ради від 29.01.1988 р. № 32                               |
| 42 | Пам'ятний знак (хрест) на честь 950-річчя хрещення Київської Русі | 1939 р.                                                  | с. Потік, біля церкви                                                                   | 3327            | Наказ управління культури Тернопільської обласної державної адміністрації від 09.03.2017 р. № 34-од |
| 43 | Пам'ятний знак воїнам-землякам, які загинули в роки Другої світової війни | 1985 р.                                                  | с. Ценів, вул. Центральна, біля школи                                                   | 1024            | Рішення виконкому Тернопільської обласної ради від 26.08.1986 р. № 250                              |
| 44 | Могила Українських січових стрільців | 1914-1918 рр.                                            | с. Ценів, вул. Центральна, кладовище, N 49°31.1274 E 25°04.9089                         | 1531            | Розпорядження Представника Президента України в Тернопільській області від 25.06.1992 р. № 148      |
| 45 | Поховання воїнів Української Повстанської Армії Гуня Петро, Капелюх Петро та одна дівчина                                                                                             | 1945 р.                                                  | с. Щепанів, вул. Зелена, південно-східна частина старого кладовища                      | 1578            | Наказ управління культури Тернопільської обласної державної адміністрації від 18.10.2005 р. № 112   |
| 46 | Братська могила воїнів Радянської армії | 1973 р.                                                  | смт Козова, вул. Грушевського                                                           | 370             | Рішення виконкому Тернопільської обласної ради від 12.06.1978 р. № 286                              |
| 47 | Будинок, у якому була тюрма, де ув’язнювались жертви тоталітарного режиму | Садиба Мошинських – XVIII ст.                            | смт Козова, вул. Січових Стрільців, 4                                                   | 3319            | Наказ управління культури Тернопільської обласної державної адміністрації від 09.03.2017 р. № 34-од |
| 48 | Пам'ятний знак (хрест) на честь скасування панщини | 1848 р.                                                  | смт Козова, вул. Шевченка, 52, роздоріжжя                                               | 3320            | Наказ управління культури Тернопільської обласної державної адміністрації від 09.03.2017 р. № 34-од |
| 49 | Поховання воїнів Української Повстанської Армії (3 одиночних) |                                                          | смт Козова, кладовище                                                                   | 1580            | Наказ управління культури Тернопільської обласної державної адміністрації від 18.10.2005 р. № 112   |

## Пам'ятки монументального мистецтва
| №  | Назва | Дата               | Адреса                                                             | Охоронний номер | Документ про взяття на облік |
| -- | --- | ------------------ | ------------------------------------------------------------------ | --------------- | --- |
| 1  | Скульптура святого Іоана Непомука                                                                         | XIX ст.            | с. Глинна, вул. Загороди, біля дерев’яної церкви                   | 3290            | Наказ департаменту культури, релігій та національностей Тернопільської обласної державної адміністрації від 01.09.2015 р. № 100-од |
| 2  | Скульптура Матері Божої                                                                                   | 1998 р.            | с. Бишки, вул. Шевченка, біля церкви                               | 1534            | Наказ управління культури Тернопільської обласної державної адміністрації від 18.10.2005 р. № 112                                  |
| 3  | Скульптура Матері Божої                                                                                   | 1896 р.            | с. Геленки, вул. Центральна, 75, біля церкви, центр                | 3287            | Наказ департаменту культури, релігій та національностей Тернопільської обласної державної адміністрації від 01.09.2015 р. № 100-од |
| 4  | Пам'ятник діячу Організації Українських Націоналістів, редактору публіцисту Старуху Ярославу Тимофейовичу | 1997 р.            | с. Золота Слобода, вул. Грушевського, центр, біля будинку культури | 1589            | Наказ управління культури Тернопільської обласної державної адміністрації від 18.10.2005 р. № 112                                  |
| 5  | Скульптура Матері Божої                                                                                   | к. XIX-поч. XX ст. | с. Козівка, ріг вул. Сонячна і Гиркало                             | 3306            | Наказ управління культури Тернопільської обласної державної адміністрації від 09.09.2016 р. № 121-од                               |
| 6  | Скульптура Ісуса Христа                                                                                   | 2000-ні рр.        | с. Конюхи, біля церкви Зіслання св. Духа                           | 3289            | Наказ департаменту культури, релігій та національностей Тернопільської обласної державної адміністрації від 01.09.2015 р. № 100-од |
| 7  | Пам'ятник діячу Організації Українських Націоналістів Федоріву Петру Михайловичу                          | 1995 р.            | с. Криве, вул. Зелена, 3, біля церкви                              | 1590            | Наказ управління культури Тернопільської обласної державної адміністрації від 18.10.2005 р. № 112                                  |
| 8  | Пам'ятник сотнику Української Повстанської Армії Дяківу (Горновий) Осипу                                  | 17.08.1997 р.      | с. Олесине, вул. Шевченка, 38, біля школи                          | 1592            | Наказ управління культури Тернопільської обласної державної адміністрації від 18.10.2005 р. № 112                                  |
| 9  | Скульптура Матері Божої                                                                                   | 1896 р.            | с. Плотича, біля дерев'яної церкви та головної дороги              | 3308            | Наказ управління культури Тернопільської обласної державної адміністрації від 09.09.2016 р. № 121-од                               |
| 10 | Скульптура Матері Божої Непорочного Зачаття                                                               | 1834 р.            | с. Щепанів, центр, подвір’я Салітуцького В.Д.                      | 3288            | Наказ департаменту культури, релігій та національностей Тернопільської обласної державної адміністрації від 01.09.2015 р. № 100-од |
| 11 | Пам'ятник поету, письменнику, художнику Шевченку Тарасу Григоровичу                                       | 1992 р.            | смт Козова, вул. Грушевського, центр                               | 1581            | Наказ управління культури Тернопільської обласної державної адміністрації від 18.10.2005 р. № 112                                  |
| 12 | Пам'ятний знак (хрест) на славу Божу з барельєфом Матері Божої                                            | 10.11.1834 р.      | смт Козова, вул. Франка, 36                                        | 3294            | Наказ департаменту культури, релігій та національностей Тернопільської обласної державної адміністрації від 01.09.2015 р. № 100-од |
| 13 | Пам'ятний знак (хрест) на славу Божу з барельєфом Матері Божої з Дитям Ісусом                             | 1906 р.            | смт Козова, вул. Хмельницького, 45                                 | 3296            | Наказ департаменту культури, релігій та національностей Тернопільської обласної державної адміністрації від 01.09.2015 р. № 100-од |
| 14 | Скульптура Матері Божої Непорочного Зачаття                                                               | XIX ст.            | смт Козова, роздоріжжя вул. Шевченка і Грушевського                | 3295            | Наказ департаменту культури, релігій та національностей Тернопільської обласної державної адміністрації від 01.09.2015 р. № 100-од |